# Jagdkäfer
Die Jagdkäfer (Trogossitidae oder Trogositidae), auch Flachkäfer genannt, bilden eine Familie der Käfer (Coleoptera) innerhalb der Überfamilie der Cleroidea. Die Abgrenzung der Familie und ihre Unterteilung ist noch nicht endgültig geklärt. Derzeit werden etwa 600 Arten zur Familie gerechnet, die in Europa, Afrika, Asien, Australien und Nord- und Südamerika beheimatet sind. Für Europa gibt coleonet zehn Gattungen an. Die Arten haben höchst unterschiedliche Formen.

## Bemerkungen zum Namen
Der deutsche Name Jagdkäfer geht darauf zurück, dass bei den meisten Arten die Käfer und ihre Larven anderen Insekten nachstellen. Es ist jedoch auch der Name Flachkäfer gebräuchlich. Die Familie wurde erstmals von Latreille 1802 aufgestellt und hauptsächlich durch den Bau der Mundwerkzeuge definiert.
Bei Schenkling wird der Name in der Schreibweise Trogosita von altgriechisch τρώγω trogo, deutsch ‚ich esse‘ und σίτος sítos, deutsch ‚Getreide‘ abgeleitet und bezieht sich darauf, dass die von Latreille als konstituierende Art angegebene Trogossita caraboides als Getreideschädling eingestuft wurde. So findet sich beispielsweise im großen Conversationslexikon von Meyer für Trogosita caraboides unter dem Stichwort 'Brodkäfer' die Bemerkung, im südlichen Frankreich ist die Larve dieses Käfers dem Korn auf dem Boden sehr schädlich.
Ein gängiges Synonym für die Familie Trogossitidae war im deutschsprachigen Raum Ostomidae, eine Benennung, die auf Ganglbauer zurückgeht und auf die eiförmige Form vieler Vertreter der Familie anspielt – von  altgriechisch ωόν oón, deutsch ‚Ei‘ und τομή tomé, deutsch ‚Schnitt‘. Außerdem werden folgende Synonyme genannt: Lophocateridae, Peltidae, Nomosomidae, Ostomatidae, Temnochilidae und als falsche Schreibweise Trogositidae.

## Familienmerkmale der Käfer

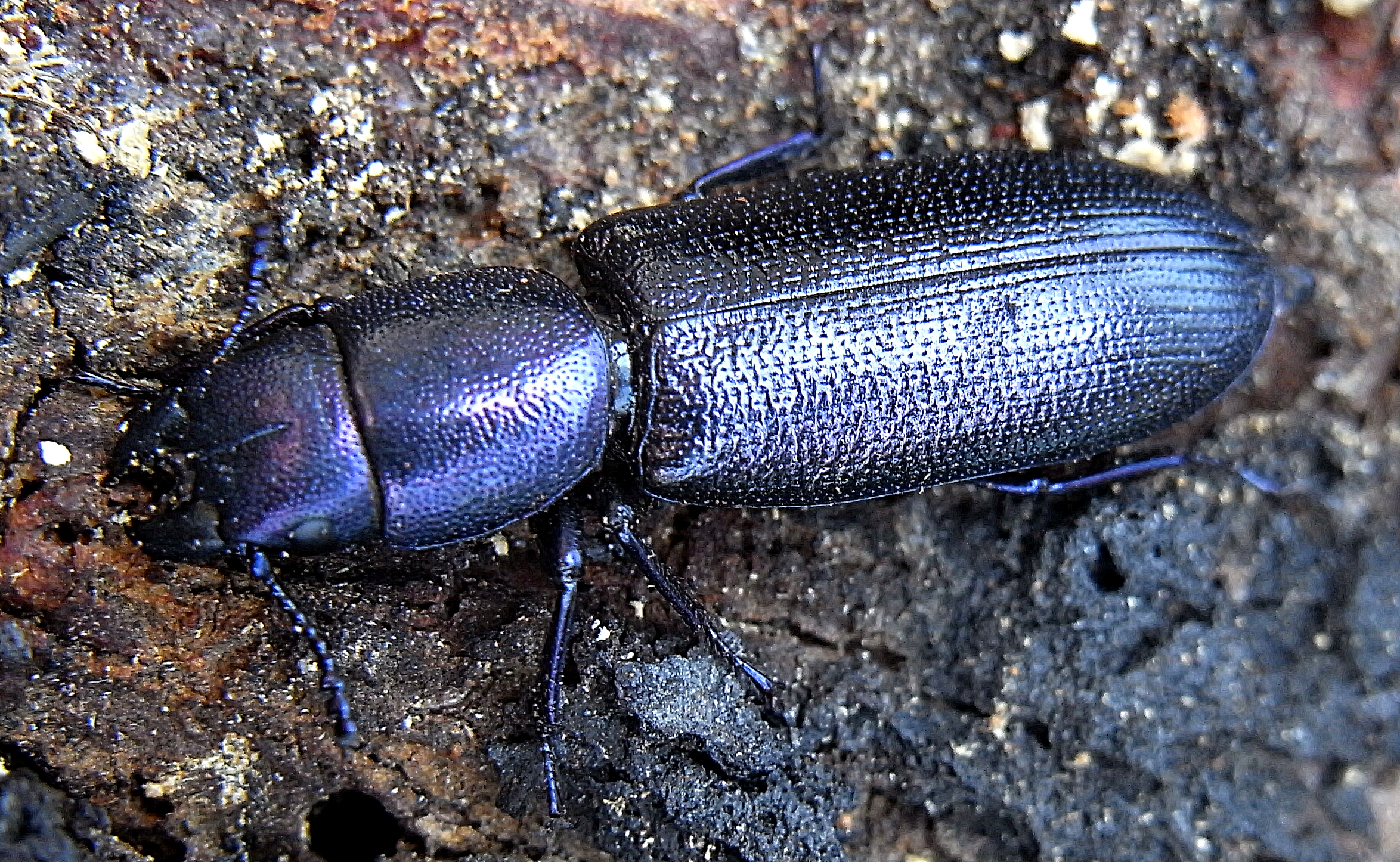
Temnochila caerulea

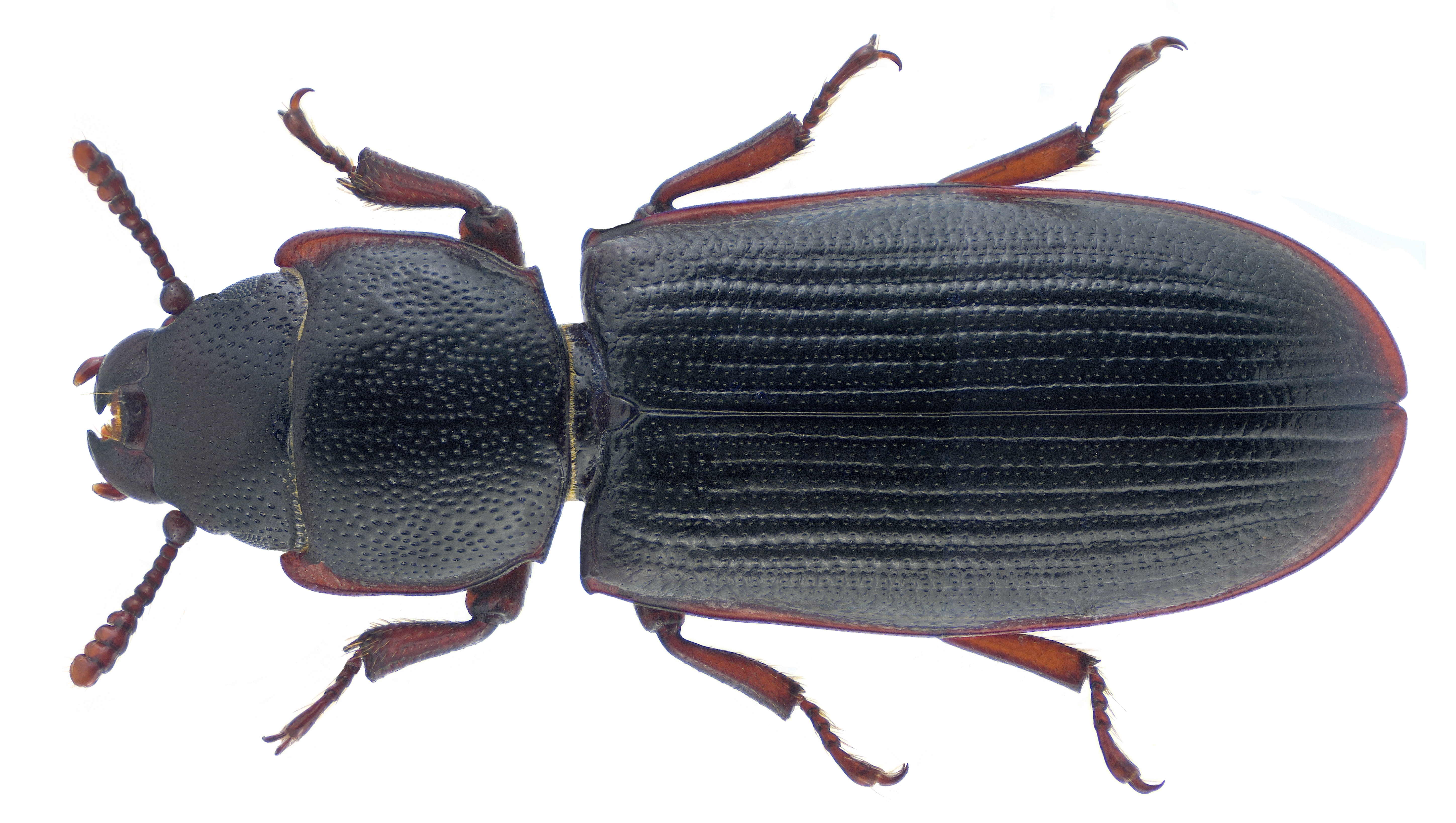
Tenebroides fuscus

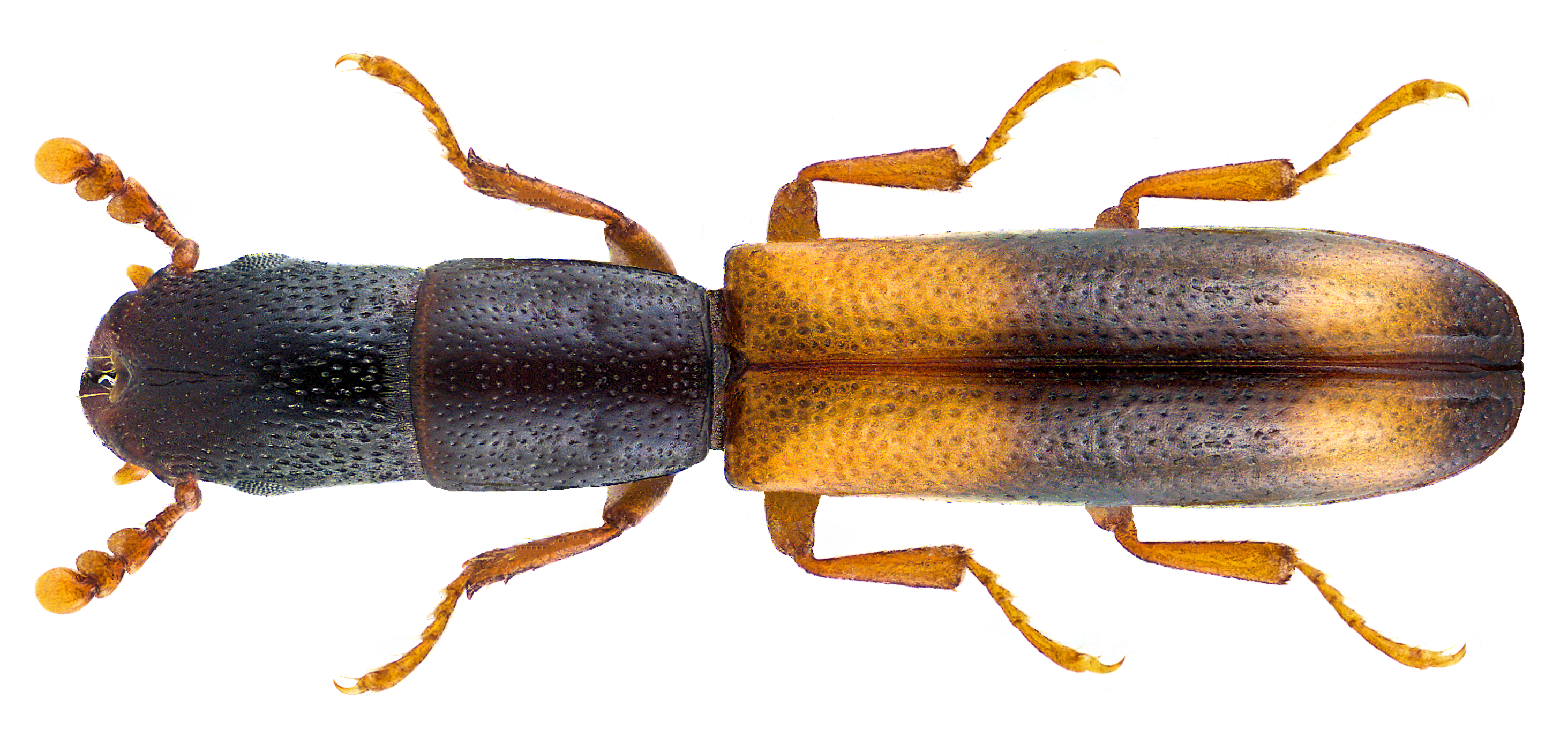
Nemozoma elongatum

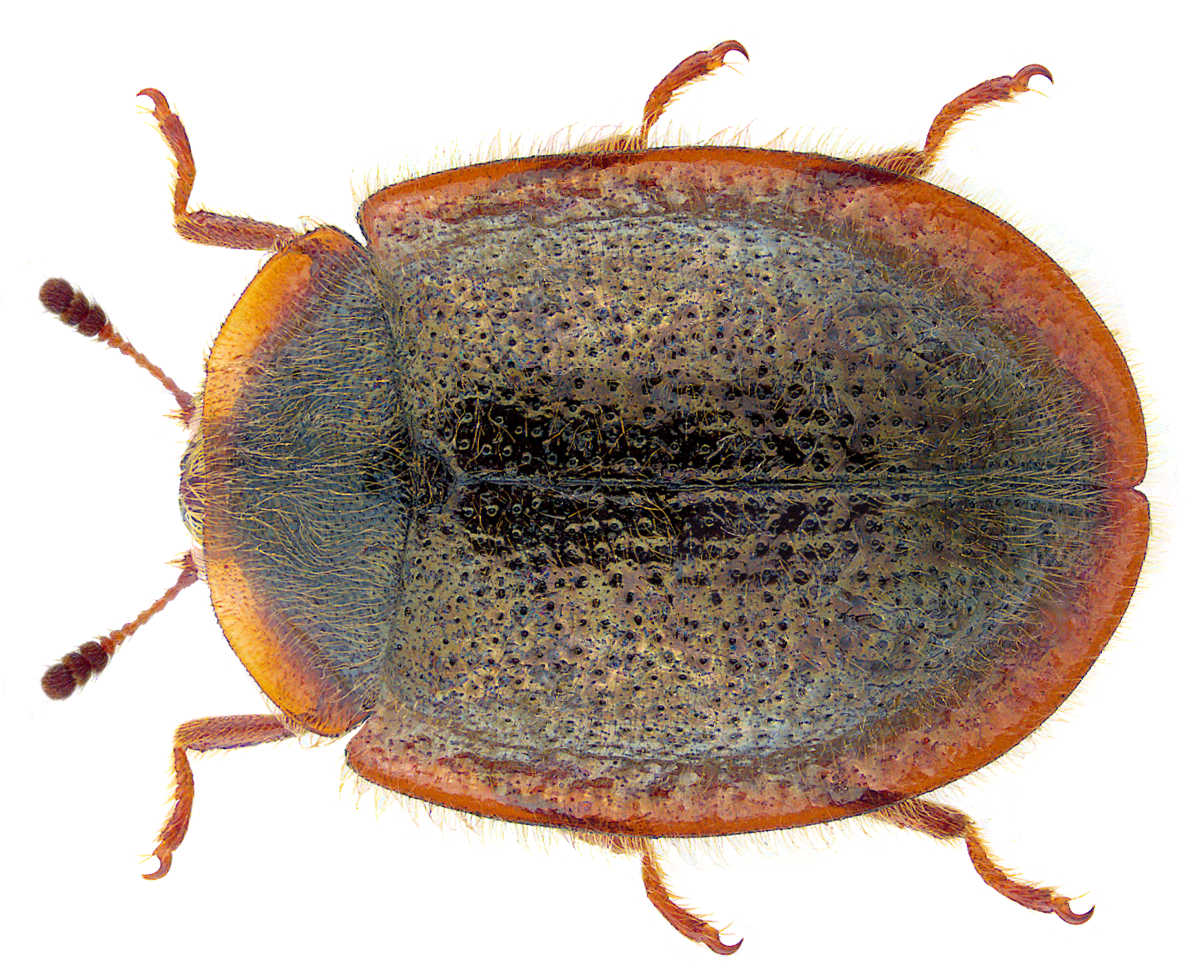
Kleinkopf-Flachkäfer

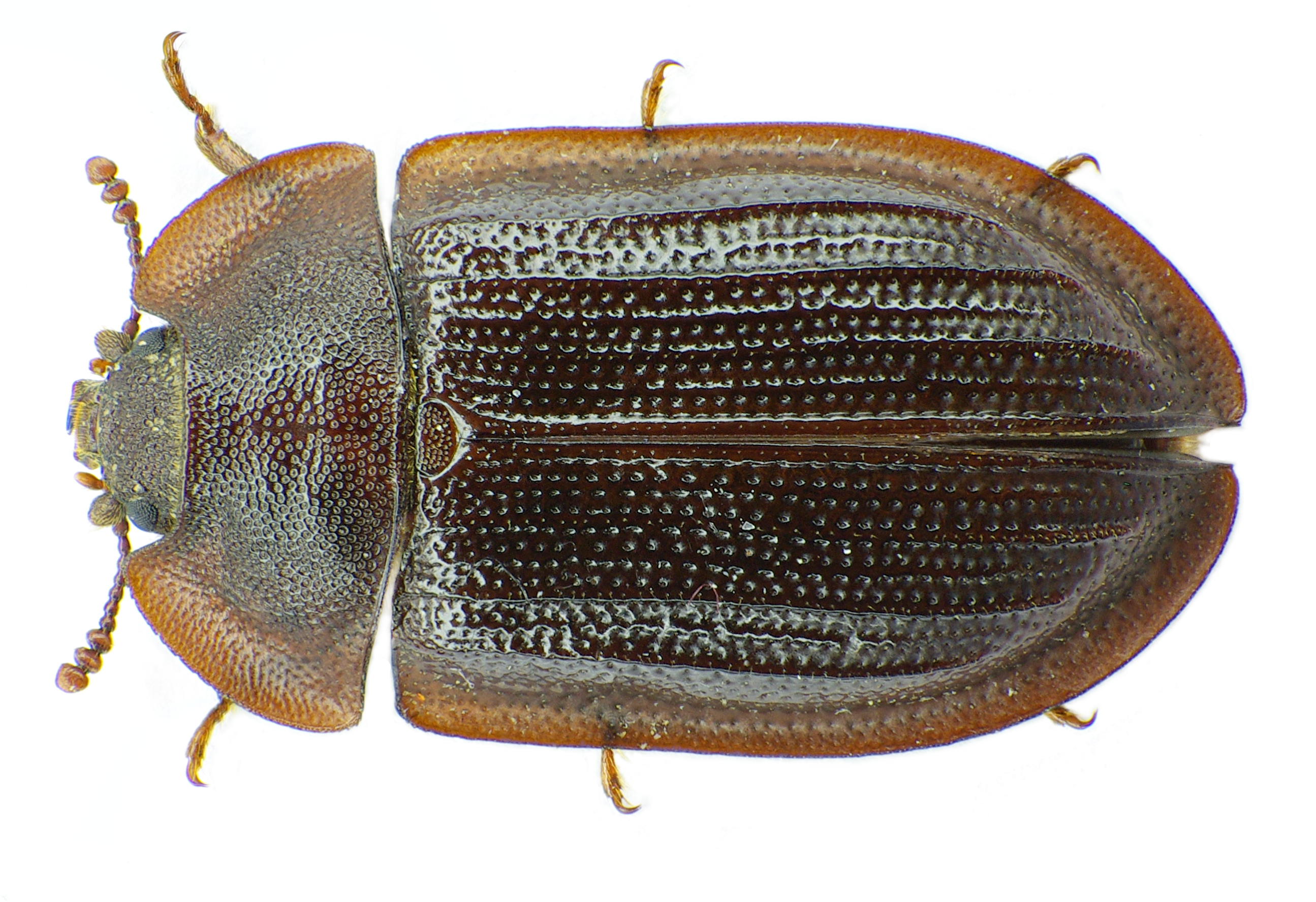
Rotrandiger Flachkäfer

Die Familie umfasst sehr kleine Käfer von etwa einem Millimeter Länge bis zu Arten von 3,5 Zentimetern, nach Leschen bis zu fünf Zentimeter. Die Form der Arten ist in der Unterfamilie der Peltinae stark abgeflacht und breit, in der Unterfamilie der Trogossitinae findet man hauptsächlich schmale Käfer, außerdem findet man Formen, die an Schnellkäfer, Aaskäfer oder Mehlkäfer erinnern. Die Arten können haarlos, spärlich oder borstig behaart sein, aber auch dichte, auffallende Haarbüschel tragen oder beschuppt sein. Die Farben sind unscheinbar braun bis schwarz oder die Käfer sind auffallend farbig. Die Oberfläche ist fast glatt bis stark skulpturiert. Die Käfer sind meist geflügelt.
Die Fühler sind acht bis elfgliedrig und enden meist in einer deutlich dreigliedrigen Keule. Die Oberkiefer haben meist ein oder zwei Zähne, bei den Unterkiefern sind eine innere und eine äußere Lade ausgebildet.
Der Halsschild ist außer in der Gattung Corticotomus seitlich kielartig ausgezogen.
Die Hüfthöhlen sind nach innen offen, nach außen können sie geschlossen oder offen sein. Die Beine sind mit dreieckigen Trochanteren ausgestattet. Die Tarsenglieder haben nie häutige Anhänge. Die Tarsen sind fünfgliedrig, die ersten beiden Tarsenglieder sind jedoch miteinander verwachsen und nur durch eine Naht, nicht durch ein Gelenk getrennt. Die Klauen sind groß und mit wenigen Ausnahmen ungezähnt. Ein Onychium (Afterklaue) mit zwei Borsten ist ausgebildet.
Reitter gibt als Merkmale an, dass von den fünf Tarsengliedern das erste rudimentär ist, dass jeweils ein Onychium mit einem Borstenpaar ausgebildet ist, dass die Unterlippe frei ist, die Halsschildbasis nicht dicht an die Flügeldecken anschließt und die Hinterhüften einander genähert sind. Reitter teilt die Familie in 35 Gattungen in zwei Unterfamilien (Helotidae und Trogositidae im engeren Sinn) ein.

## Larve
In den verschiedenen Untergruppen findet sich eine unterschiedliche Anzahl von Larvenstadien, z. B. in der Unterfamilie Trogossitinae gibt es Arten mit fünf, sechs oder sieben Larvenstadien, in der Unterfamilie Lophocaterinae werden nur vier Larvenstadien ausgebildet.
Die Larven sind länglich und nur schwach dorsoventral abgeflacht. Die stark sklerotisierten Teile sind braun bis schwarz, sonst sind die Larven weiß oder blass. Die Behaarung ist bei den verschiedenen Arten verschieden.
Der Kopf ist nach vorn gestreckt. Meist sind auf jeder Kopfseite fünf Einzelaugen in zwei Reihen angeordnet. Die Anzahl der Einzelaugen kann jedoch bis zu Null reduziert sein. Die Fühler sind dreigliedrig mit einem Sensorium an der Spitze des zweiten Gliedes. Die Mandibeln sind mit einem oder zwei Zähnen ausgestattet. Die Kiefertaster sind zwei-, drei- oder viergliedrig, die Lippentaster zweigliedrig.
Das erste Brustsegment trägt gewöhnlich dorsal eine große Chitinplatte, auf der Unterseite eine längliche Platte. Das zweite und dritte Brustsegment tragen auf dem Rücken gewöhnlich zwei Platten, auf der Bauchseite eine sehr schwache Bauchplatte. Die Beine sind fünfgliedrig, der klauenförmige Praetarsus ist mit einer  Borste ausgestattet. Die Hüften sind weit voneinander getrennt.
Die Anhänge des neunten Hinterleibssegmentes können sehr verschieden aussehen (hakenförmig oder fast gerade, manchmal mit Stacheln oder weiteren Anhängen). Selten fehlen Anhänge.

## Biologie
Die meisten Arten oder wenigstens ihre Larven leben räuberisch auf Holz oder unter der Rinde. Sie können dabei sehr flink und geschickt sein. Einige Arten ernähren sich sicher von der Fruchtschicht von Pilzen (die Gattungen Calitys, Zimioma, die Arten Phloiophilus edwardsii Thymalus limbatus ..), bei anderen vermutet man es. Weitere Arten dürften räuberisch leben und gelegentlich Pilzsporen zu sich nehmen (Afrocyrona dwesae). Manche Arten findet man auf Blüten, sie sind möglicherweise Pollenfresser (Cambus vestivus, im Darm wurden Pollenkörner gefunden). Wenige Arten sind Vorratsschädlinge (z. B. Lophocateres nanus) und fressen Samen. Bei sehr vielen Arten ist über ihre Biologie nichts bekannt.

## Taxonomie und Arten (Auswahl)
Ślipiński teilte die Trogossitidae in neun Unterfamilien, die von Kolibáč zuerst in zwei Unterfamilien vereint wurden (Trogossitinae und Peltinae), später wurden die Lophocaterinae von den Peltinae abgespaltet.
Bei Leschen sind die nearktischen Arten der Familie in vier Unterfamilien eingeteilt.
Eine alphabetisch geordnete Liste mit den Beschreibungen aller Gattungen der Familie ist im Internet zugänglich.
- Trogossitinae
  - Temnochila caerulea
  - Tenebroides fuscus
  - Nemozoma elongatum
- Peltinae Flachkäfer
  - Kleinkopf-Flachkäfer Thymalus limbatus
  - Rotrandiger Flachkäfer Peltis ferruginea
  - (Edwards Doppelzahnwollhaarkäfer Phloiophilus edwardsii wurde zeitweise auch zur Familie gezählt, derzeit zu Phloiophilidae)
- Lophocaterinae

## Verbreitung
Jagdkäfer sind auf allen fünf Kontinenten zu finden, am häufigsten kommen sie jedoch im tropischen Südamerika vor. Man findet sowohl Arten mit großem Verbreitungsgebiet, beispielsweise ist Tenebroides mauritanicus ein Kosmopolit. Andrerseits ist das Verbreitungsgebiet mancher Arten auch stark beschränkt. So findet man beispielsweise Larionotus umblicatus nur im Norden von Queensland in Australien, Egolia variegata und Negrobiopsis tasmanicus nur auf Tasmanien. Die vielfältige Verteilung der Verbreitungsgebiete weist darauf hin, dass es sich um eine sehr alte Käferfamilie handeln muss, von der nur noch Relikte vorhanden sind.